# Erik Jensen
Erik Jensen (Detroit Lakes, 20 juli 1970) is een Amerikaans acteur, filmproducent, filmregisseur en scenarioschrijver.

## Biografie
Jensen is geboren en getogen in het noorden van Minnesota. Hij heeft gestudeerd aan de Carnegie Mellon University in Pittsburgh en haalde in 1992 zijn bachelor of fine arts in acteren.
Jensen begon in 1991 met acteren in de film Dead and Alive: The Race for Gus Farace. Hierna heeft hij nog meerdere rollen gespeeld in films en televisieseries zoals The Dark Half (1993), Striking Distance (1993), Twisted (1996), Deadline (2000–2001), Black Knight (2001), The Naked Brothers Band: The Movie (2005) en CSI: Crime Scene Investigation (2003–2007).
Jensen is op 16 juni 2002 getrouwd en leeft nu in Brooklyn (New York).

## Filmografie

### Films
Uitgezonderd korte films.
- 2020: What Breaks the Ice - als sheriff McClain
- 2018: After Everything - als Jeff
- 2017: Police State – politieagent Swanson
- 2013: Second Sight – Daniel Bashevis
- 2012: The Frontier – dr. Strong
- 2011: Gun Hill – Tommy Griffin
- 2011: A bird of the Air – man met baard
- 2009: Virtuality – Dr. Jules Braun
- 2008: The Sisterhood of the Traveling Pants 2 – Phil de manager van videowinkel
- 2007: Game of Life – Larry
- 2007: Serial – Gary Whitlock
- 2006: 5up 2down – Ewan
- 2006: The House Is Burning – Carl
- 2005: The Naked Brothers Band: The Movie – fotograaf
- 2005: The Exonerated – Jeff
- 2004: Messengers – David Richards
- 2003: Undermind – Ian Waye
- 2002: Heartbreak Hospital – HH producent
- 2002: The Year That Trembled – Todd Franklin
- 2001: Black Knight – Derek
- 2000: Book of Shadows: Blair Witch 2 – stenengooier
- 2000: Brooklyn Sonnet – Frankie de slang
- 1999: Cherry – man
- 1999: The Love Letter – Ray
- 1998: Arresting Gena – Stevie
- 1998: Above Freezing – Richie
- 1998: Montana – Earl
- 1997: Anima – ??
- 1997: Julian Po – Tyler
- 1997: Colin Fitz – Dean
- 1996: Twisted – man die Can Man vermoord
- 1996: Ripe – Dave
- 1995: Inflammable – Roland Fantaine
- 1995: A horse for Danny – Mooney
- 1993: Striking Distance – jongen op trap
- 1993: The Dark Half – student
- 1992: What She Doesn't Know – gangster
- 1991: Dead and Alive: The Race for Gus Farace – booteigenaar

### Televisieseries
Uitgezonderd eenmalige gastrollen.
- 2020-2021: For Life - als Dez O'Reilly (13 afl.)
- 2019: Mindhunter - als dr. Moritz (3 afl.)
- 2016-2017: Mr. Robot – Frank Cody (8 afl.)
- 2015: American Odyssey – Ed Dixon (2 afl.)
- 2014: The Walking Dead – dr. Steven Edwards (3 afl.)
- 2014: The Americans – Bruce Dameran (2 afl.)
- 2012: 30 Rock – Cjokula (2 afl.)
- 2010: Gravity – Ralph (6 afl.)
- 2003–2007: CSI: Crime Scene Investigation – Jeffrey Sinclair (7 afl.)
- 2007: The Bronx Is Burning – Thurman Munson (8 afl.)
- 2006: Love Monkey – Jeff (8 afl.)
- 2000–2001: Deadline – Feldman (3 afl.)
- 1998: The Last Don II (miniserie) – Frankie Lips

### Filmproducent
- 2005: The Exonerated – film

### Filmregisseur
- 2018: Almost Home - film
- 2014: Good Medicine – televisieserie (5 afl.)

### Scenarioschrijver
- 2018: Almost Home - film
- 2014: Good Medicine – televisieserie
- 2005: The Exonerated – film

- Gemeinsame Normdatei: 113837721X
- International Standard Name Identifier: 0000 0000 3483 8689
- Library of Congress Control Number: n2003044823
- MusicBrainz: ab561437-3616-42b9-9173-fe3da2cb4a76
- Nationale Bibliotheek van Tsjechië: xx0260159
- Nationale Bibliotheek van Israël: 987007359967605171
- Virtual International Authority File: 11680932
- WorldCat: E39PBJqQBHB3MJfRYvpd4b9Yyd